# Otiothops calcaratus
Otiothops calcaratus là một loài nhện trong họ Palpimanidae. Loài này được phát hiện ở Colombia.